# Quadrado de infantaria

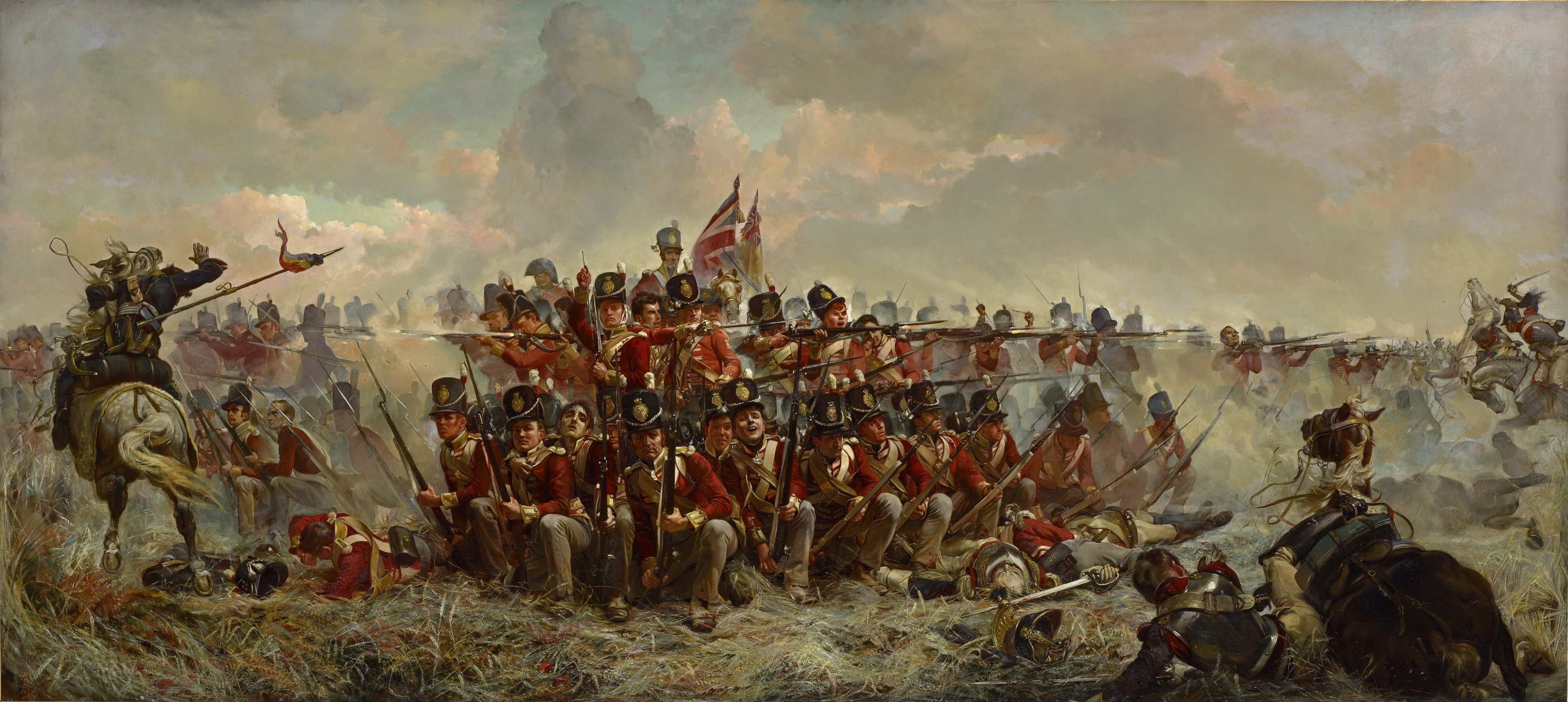
Representação de um quadrado de infantaria britânico na Batalha de Quatre Bras, Bélgica, 1815, durante as Guerras Napoleónicas.

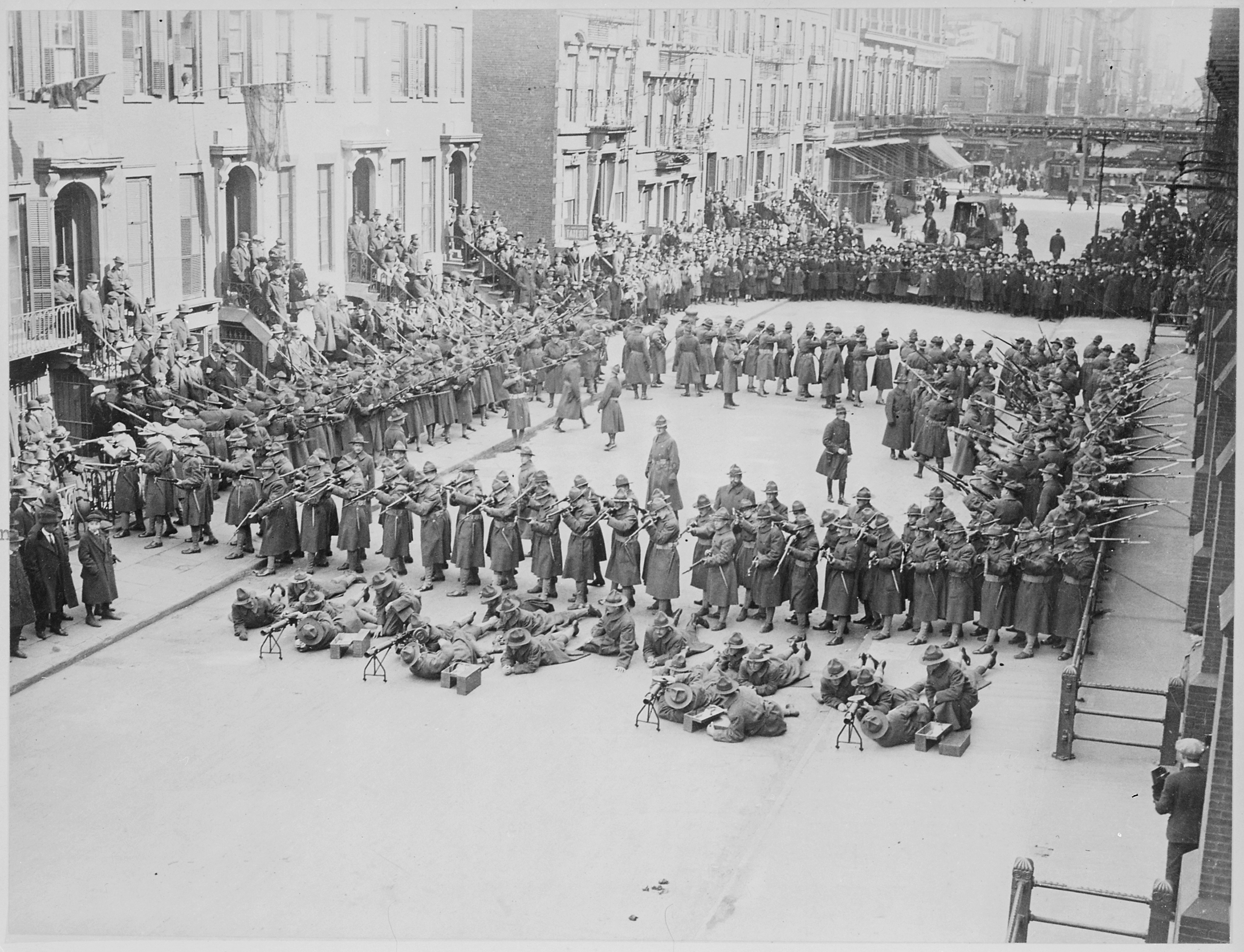
Uma formação de quadrado de infantaria feita pelo exército dos Estados Unidos, em 1918.

Um quadrado de infantaria, também conhecido como quadrado oco, é uma formação de combate histórica na qual uma unidade de infantaria forma em ordem fechada, geralmente quando ameaçada por ataques de cavalaria. Com o advento das modernas armas de fogo, e o fim da cavalaria, esta formação é hoje em dia considerada obsoleta.

## História inicial
A formação foi descrita por Plutarco e utilizada pelos Romanos, tendo sido desenvolvida a partir de uma anterior formação circular.[carece de fontes?] Um grande quadrado de infantaria foi usado em particular pelas legiões romanas na Batalha de Carras contra a Pártia, cujos exércitos continham uma grande proporção de cavalaria. Esta não deve ser confundida com a formação em tartaruga, que também se assemelhava a um quadrado, mas era usada como protecção contra armas de longo alcance, tais como setas.
As forças montadas de infantaria do Império Han utilizaram efectivamente táticas envolvendo formações em quadrado de infantaria de alta mobilidade, em conjunto com a cavalaria ligeira nas suas muitas campanhas contra os exércitos nómadas de Xiongnu do século I dC, fundamentalmente constituídos por cavalaria. Quadrados de infantaria foram igualmente usados no cerco dos assentamentos nómadas de montanha perto da região do Gobi, onde as forças Han haviam repelido ataques de lanceiros.[carece de fontes?]
O quadrado foi recuperado no século XIV, sendo amplamente utilizado na revolução francesa e nas Guerras Napoleónicas.
Utilizada também na Batalha dos Atoleiros[carece de fontes?] em Portugal contra as forças castelhanas em 1384, que resultou na vitória das forças portuguesas